# 圣雅各广场
圣雅各广场（St James's Square）in 英格兰萨默塞特郡巴斯，包括45座一级登录建筑。由约翰·帕尔默建于1793年。
这是巴斯唯一完整的乔治式广场，3层房子，每座都有折线形屋顶。中央建筑有4根科林斯柱式的壁柱，上面有三角楣饰。
1840年，35号是查尔斯·狄更斯的住所。